# Медведев, Святослав Всеволодович
Святосла́в Все́володович Медве́дев (1 июля 1949, Ленинград — 2 мая 2025) — советский и российский физиолог, академик РАН (2016; член-корреспондент 1997), член бюро Отделения физиологических наук РАН, с 1990 по 2017 год директор Института мозга человека РАН.

## Биография
Родился в семье учёных-физиологов — Натальи Петровны Бехтеревой и Всеволода Ивановича Медведева.
В 1972 году окончил физический факультет ЛГУ. Работал стажёром, младшим научным сотрудником в Физико-техническом институте им. А. Ф. Иоффе.
Кандидат физико-математических наук (1978, диссертация «К теории доплер-сдвинутого циклотронного резонанса в металлах»). Старший научный сотрудник, заведующий лабораторией в Ленинградском индустриальном институте. Работал в Ленинградском научно-исследовательском вычислительном центре АН СССР (1980—1983) и в Ленинградском институте информатики и автоматизации (1983—1987).
В 1980-е годы сменил специальность, став заведующим лабораторией моделирования механизмов деятельности мозга в Институте эволюционной физиологии и биохимии АН СССР. В 1987 году защитил докторскую диссертацию «Нейрофизиологические корреляты системообразования при мыслительной деятельности».
В 1990 году был основан Институт мозга человека, директором-организатором которого стал Святослав Медведев, одновременно являясь заведующим лабораторией позитронно-эмиссионной томографии, лаборатории нейровизуализации.
Затем — главный научный сотрудник лаборатории нейровизуализации.
В Институте мозга человека РАН под его руководством изучался феномен так называемого прямого, или альтернативного, зрения, о котором в 2004 году велась дискуссия, затем в Институте высшей нервной деятельности и нейрофизиологии РАН был проведён семинар. Публикации результатов исследований предпослано краткое сообщение в Вестнике РАН (2005, № 6), в котором данный феномен был назван комиссией РАН по борьбе с лженаукой антинаучным.
В сфере его интересов были изучение мозга т.н. "экстрасенсов" (Ванга, Кашпировский), а также тибетской медитации тукдам.
Лауреат премии имени И. П. Павлова в области физиологии и медицины (2015).
Умер 2 мая 2025 года.

## Личная жизнь
Жена — Елена Кокурина, журналист, исследователь и координатор гранта Правительства Российской Федерации «Регенерация тканей дыхательных путей и лёгкого», ведущим исследователем которого был известный хирург Паоло Маккьярини.
- Дочь — Наталья Святославовна Медведева, психотерапевт, заведующая научно-практическим центром исследований в области психотерапии и психического здоровья ИМЧ РАН.
  - Два внука и внучка.

Увлекался теннисом, гольфом и выращиванием роз.

## Сочинения
- Медведев С. В. Мозг против мозга: Новеллы о мозге. Части 1, 2. — М.: Бослен, 2017. — 312 с. — ISBN 978-5-91187-298-4